# Powstanie nieświeskie

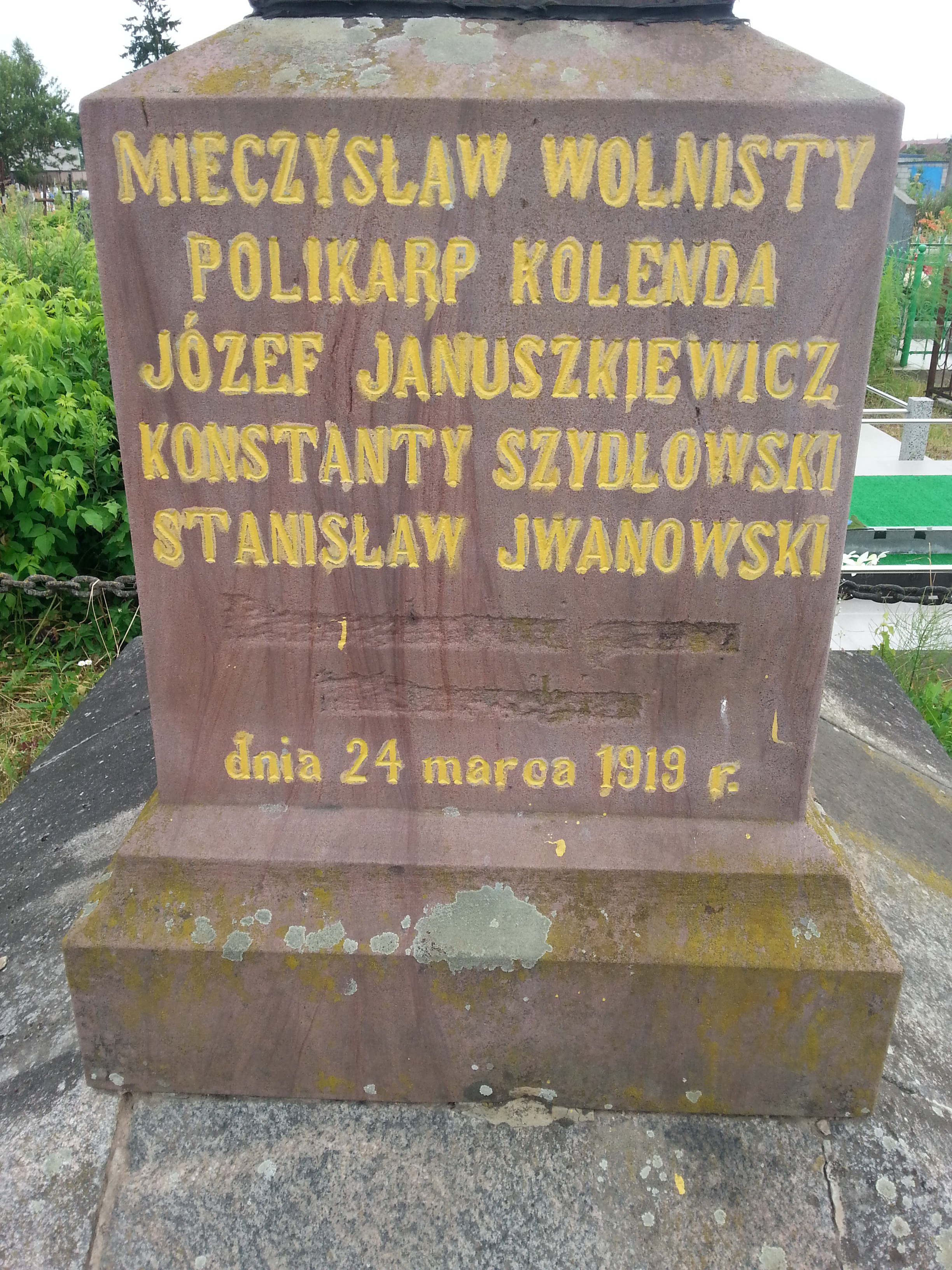
Widoczny usunięty napis „Pomordowani przez Bolszewików” na pomniku

Powstanie nieświeskie – zbrojne wystąpienie polskiej ludności Nieświeża przeciwko bolszewikom w dniach 14–19 marca 1919 roku; z powodu złej oceny ze strony powstańców co do postępów ofensywy Wojska Polskiego powstanie zostało stłumione, a organizatorzy rozstrzelani.

## Przyczyny, przebieg i skutki
Na początku 1919 roku Nieśwież został zajęty bez walki przez bolszewików, którzy wkraczali na terytoria opuszczane przez okupacyjne wojska niemieckie. W lutym rozpoczęła się wojna polsko-bolszewicka i Wojsko Polskie zaczęło wypierać Armię Czerwoną na wschód. Na wieść o tym część mieszkańców Nieświeża, przede wszystkim Polacy, podjęli decyzję o organizacji powstania i wyzwoleniu miasta z rąk bolszewików jeszcze przed nadejściem wojsk polskich. Na czele komitetu organizacyjnego powstania stanął dyrektor miejscowej szkoły, Mieczysław Wolnisty.
W nocy z 14 na 15 marca 1919 roku powstańcy zajęli najważniejsze budynki miasta i zlikwidowali miejscowy sowiet. Kilku bolszewickich działaczy zostało zabitych, m.in. naczelnik Czeka Tartu i komisarze Rozenblum i Grynblat. Bolszewicy opuścili miasto, udali się do linii kolejowych prowadzących do Mińska i tam zwrócili się o posiłki. 19 marca Armia Czerwona ponownie zajęła miasto. Powstańcy nie postawili im prawie żadnego oporu, ponieważ ofensywa polska nie postępowała tak szybko, jak tego oczekiwali.
Zaraz po zajęciu miasta Czeka aresztowała przywódców powstania – Mieczysława Wolnistego, Polikarpa Kolendę, Józefa Januszkiewicza, Konstantego Szydłowskiego i Stanisława Iwanowskiego. Zostali oni przetransportowani do dawnego klasztoru benedyktynów, który bolszewicy wykorzystywali jako więzienie, a następnie, 24 marca 1919 roku, rozstrzelani w lesie za miastem.

## Upamiętnienie
Po zakończeniu wojny polsko-bolszewickiej, gdy Nieśwież wszedł w skład II Rzeczypospolitej, w mieście zbudowano dwa pomniki ku czci polskich ofiar powstania. Jeden z nich znajdował się w centrum miasta i został zburzony w czasie II wojny światowej. Drugi to nagrobek na cmentarzu katolickim w Nieświeżu, wzniesiony 24 marca 1926 roku na mogile organizatorów powstania. Był on ufundowany przez uczniów i nauczycieli miejscowego gimnazjum. Po 1990 roku został wyremontowany i istnieje do czasów obecnych. Ma formę dużego, czteroramiennego krzyża z czerwonego granitu, na którym znajdują się nazwiska rozstrzelanych, data śmierci i cytat z Jana Kochanowskiego: A jeśli komu droga otwarta do nieba, Tym, co służą ojczyźnie. Po 1944 roku z nagrobka został usunięty napis pomordowani przez bolszewików.